# Skejotettix kasalo
Skejotettix kasalo — вид прямокрилих комах родини тетригід (Tetrigidae). Описаний у 2023 році.

## Назва
Вид названо на честь хорватського ентомолога Ніко Касало, фахівця з тетригід.

## Поширення
Ендемік Непалу. Мешкає у помірному лісі поблизу села Баджунг в окрузі Парбат провінції Гандакі-Прадеш.